# Eugène Manuel

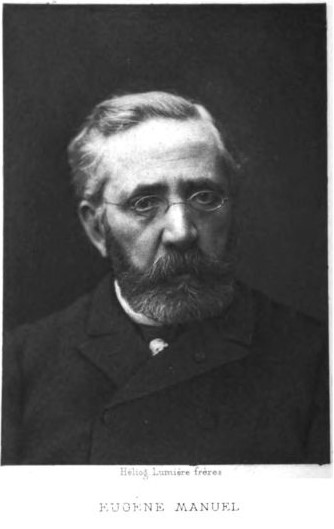
Eugène Manuel (1888)

Eugène Manuel (* 13. Juli 1823 in Paris; † 1. Juni 1901 ebenda) war ein französischer Pädagoge, Schriftsteller und Politiker.

## Leben
Eugène Manuel stammte aus einer jüdischen Familie und war der Sohn eines Arztes. Nach seiner Ausbildung an einer École normale (Pädagogische Hochschule) wurde er für einige Jahre Lehrer für Rhetorik an verschiedenen Schulen; u. a. in Dijon und Paris. Nach den politischen Unruhen Anfang 1848 bekam er eine feste Anstellung in seiner Geburtsstadt.
1860 zählte Manuel zu den 17 Gründungsmitgliedern der Alliance Israélite Universelle und den sechs Unterzeichnern des von ihr veröffentlichten Manifests Appel aux Israélites, mit dem diese auf die kirchliche Entführung des italienischen Knaben Edgardo Mortara reagierte. Politisch interessiert und engagiert, machte Manuel auch als Politiker Karriere. Während des Deutsch-Französischen Krieges (1870–1871) arbeitete Manuel in der Stadtverwaltung und nach Kriegsende avancierte er im September 1871 unter Minister Jules Simon zum Kabinettchef. Zwei Jahre später berief man ihn zum „inspecteur de l’académie“ und den Höhepunkt seiner Karriere erreichte er 1878 mit der Ernennung zum „inspecteur général de l’instruction publique“.
Parallel dazu konnte sich Manuel mit der Zeit auch einen Namen als Schriftsteller machen. Heute zählt man ihn zum Umfeld der Parnassiens.
Sechs Wochen vor seinem 78. Geburtstag starb Eugène Manuel am 1. Juni 1901 in Paris.

## Werke (Auswahl)
als Autor
- L’Absent. Comédie. 1873
- La France (4 Bde., zusammen mit Ernest L. Alvarès)
- Pages intimes. Poèmes. 1866
- Pendant la guerre. Poésies. 1871
- En voyages. Poésies, récits et souvebirs. 1892

als Herausgeber
- André Chénier: Œuvres poétiques. Lib. des bibliophiles, Paris 1884
- Jean-Baptiste Rousseau: Œuvres lyriques. Delegrave, Paris 1876